# N-II (foguete)

Foguete N-II

O N-II, ou N-2 foi um foguete derivado do estadunidense Delta, produzido sob licença no Japão. Era usado como primeiro estágio o Thor-ELT, um segundo estágio Delta F, nove Castor MREs, e na maioria dos voos foram usado um estágio superior Star-37E ou um Burner-2, idênticos às configurações da série Delta 0100 dos EUA. Foram lançados oito foguetes N-II entre 1981 a 1987, antes de ser substituído pelo H-I, que contou com estágios superiores japonês produzidos. Todos os oito lançamentos foram bem sucedidos.

## Histórico de lançamento
| Data/Hora (GMT)                | S/N   | Carga              | Órbita |
| ------------------------------ | ----- | ------------------ | ------ |
| 11 de fevereiro de 1981, 08:30 | 7(F)  | ETS-IV (Kiku-3)    | MEO    |
| 10 de agosto de 1981, 20:03    | 8(F)  | GMS-2 (Himawari 2) | GTO    |
| 4 de fevereiro de 1983, 08:37  | 10(F) | CS-2A (Sakura 2A)  | GTO    |
| 5 de agosto de 1983, 20:29     | 11(F) | CS-2B (Sakura 2B)  | GTO    |
| 23 de janeiro de 1984, 07:58   | 12(F) | BS-2A (Yuri 2A)    | GTO    |
| 2 de agosto de 1984, 20:30     | 13(F) | GMS-3 (Himawari 3) | GTO    |
| 12 de fevereiro de 1986, 07:55 | 14(F) | BS-2B (Yuri-2B)    | GTO    |
| 19 de fevereiro de 1987, 01:23 | 16(F) | MOS-1 (Momo-1)     | LEO    |